# Szabás
Szabás est un village et une commune du comitat de Somogy en Hongrie.